# Penisa
Penisa là một chi bướm đêm thuộc họ Noctuidae.